# جورج دورانت
جورج دورانت (بالإنجليزية: George Durrant)‏ هو مؤلف أمريكي، ولد في 20 أكتوبر 1931 في أمريكان فورك في الولايات المتحدة.